# Rájec nad Svitavou
Rájec (deutsch Raitz) ist ein Ortsteil von Rájec-Jestřebí in Tschechien. Er liegt sechs Kilometer nördlich von Blansko und gehört zum Okres Blansko.

## Geographie
Rájec befindet sich am westlichen Fuße des Drahaner Berglandes in Boskowitzer Furche. Der Ort liegt gegenüber der Einmündung der Býkovka am linken Ufer der Svitava. Durch Rájec führt die Straße II/374 von Boskovice nach Blansko, sie kreuzt sich am südlichen Ortsrand mit der II/377 von Černá Hora nach Sloup. Rechtsseitig der Svitava verläuft die Bahnstrecke Česká Třebová–Brno; der Bahnhof Rájec-Jestřebí befindet sich in Jestřebí. Nordöstlich erhebt sich die Strážka (421 m), im Osten die Spálená hora (529 m), südöstlich der Podvrší (590 m), im Südwesten die Jedle (561 m), westlich die Bukovice (500 m) und Hora (383 m) und im Nordwesten die Horky (403 m).
Nachbarorte sind Klemov, Hamr und Doubravice nad Svitavou im Norden, Holešín, Obora und Žďár im Nordosten, Petrovice und Karolín im Osten, Nové Dvory, Obůrka und Češkovice im Südosten, Ráječko und Spešov im Süden, Jestřebí im Westen sowie Bořitov und Huť svaté Antonie im Nordwesten.

## Geschichte
Die erste schriftliche Erwähnung von Rájec erfolgte 1131 in einer Urkunde des Olmützer Bischofs Heinrich Zdik. Nach dem Chronisten Cosmas von Prag soll Rájec schon den Vorfahren Zdiks gehört haben.
In unmittelbarer Umgebung des Ortes lagen im Mittelalter zwei Burgen, von denen sich eine auf der Flur Na Hradisku und die andere an der Stelle des Schlosses befand. Beide Burgen wurden vermutlich zum Ende des 14. Jahrhunderts in den Machtkämpfen zwischen dem Markgrafen Jobst von Mähren und seinem Bruder Prokop zerstört. Im Jahre 1370 sind Všebor und Heřman von Rájec als Schöppen am Brünner Landesgericht nachweisbar. Sie entstammen dem Vladikengeschlecht von Lelekovice, das sich nach dem Erwerb der Güter in Rájec das Prädikat von Rájec zulegte. Všebor von Rájec und Lelekovice ist auch der Gründer des Dorfes Šeborov. Seit 1375 besaß Ješek Puška von Kunstadt und Ottaslawitz Teile von Rájec, zehn Jahre später war er alleiniger Besitzer der Herrschaft. 1412 verkaufte dessen Sohn Heralt Puška von Doubrawitz und Ottaslawitz die Gut einschließlich der beiden wüsten Burgen an seinen Vetter Aleš von Kunstadt auf Lysice. Dieser verpfändete Rájec kurz darauf an Jan von Lomnice. Ab 1418 ist Jindřich von Rájec als Besitzer eines kleinen Anteils an Rájec nachweisbar, ebenso 1437 Hanušek von Rájec und Valeč. Den überwiegenden Teil der Güter kauften 1437 der Olmützer Bischof Paul von Miličin und Talmberg und sein Bruder Wilhelm. 1464 verkauften die Talmberger die Güter an die Brüder Bedřich, Bohuš und Petr Drnovský von Drnovice. Bernard Drnovský erwarb 1567 die Herrschaft Hohlenstein und schloss sie an Rájec an. Er ließ 1570 anstelle wüsten Burg östlich des Dorfes ein Renaissanceschloss errichten. Bernard Drnovský verstarb im Jahre 1600 ohne Nachkommen. Die ausgedehnte Herrschaft, die u. a. die Dörfer Rájec, Doubravice, Drnovice, Jedovnice, Holštýn, Lipovec, Senetářov, Kotvrdovice, Holešín, Kuničky, Němčice, Žďár, Petrovice, Vavřinec, Sloup und Šošůvka gehörten, erbten Jan, Kateřina und Johanka Drnovský, die Kinder seines Bruders Bohuš. Nach dem Tode Jan Drnovskýs wurde das Erbe 1620 zwischen seinen Schwestern aufteilt. Die Herrschaft Rájec fiel an Kateřina, die mit Hanuš Zdislav von Heissenstein verheiratet war, und die Herrschaft Dolní Kounice erhielt Johanka Drnovský, die Ehefrau von Georg Ehrenreich von Rogendorf.
Nach dem Tode seiner Frau Kateřina im Jahre 1621 schloss Hanuš Zdislav von Heissenstein eine zweite Ehe mit Elisabeth Salm. Als Heissenstein 1635 verstarb, riss die Familie Pázmány von Panasch und Rottal in den Wirren des Dreißigjährigen Krieges die Herrschaft an sich und entzog sie den rechtmäßigen Erben Elisabeth Gräfin Salm und deren drittehelichen Sohn Johann Baptist Verda von Verdenberg. 1661 sprach Kaiser Leopold I. nach einer Klage der Drnovský-Töchter die Herrschaft Rájec mit Jedovnice der letzten Nachkommin der Drnovský, Johanka von Rogendorf zu, deren Besitz Dolní Kounice nach der Schlacht am Weißen Berg wegen der Teilnahme ihres Mannes Georg Ehrenreich von Rogendorf am Mährischen Ständeaufstand verwirkt war. Sie verstarb 1667 und 1675 wurde ihr Sohn Johann Christian, der später mit dem Titel Graf von Rogendorf und Freiherr von Mollenburg in den Reichsgrafenstand erhoben wurde, in der Landtafel als Besitzer der Herrschaft eingetragen. Dessen Sohn Karl Ludwig Graf Rogendorf gründete 1717 das Dorf Rogendorf und 1724 Mollenburg. 1738 verstarb Karl Ludwig. Dessen Sohn verkaufte 1741 seiner Mutter Caroline, geborene Pálffy-Erdöd die Güter Rájec und Jedovnice. Nach dem Brand des Schlosses Raitz im Jahre 1746 siedelte Caroline von Rogendorf und Mollenburg 1746 nach Sloup über. Sie gründete kurz vor 1759 das Dorf Karolin. Nach ihrem Tode fiel das Erbe 1759 an ihre drei Söhne František, Antonín und Arnošt und drei Töchter Aloisia, Gabriela und Raphaela, die den Besitz 1763 für 360.000 Gulden an den Ehemann von Raphaela, Anton Josef Altgraf von Salm-Reifferscheidt verkauften, der im selben Jahre mit dem Neuaufbau des Schlosses begann. 

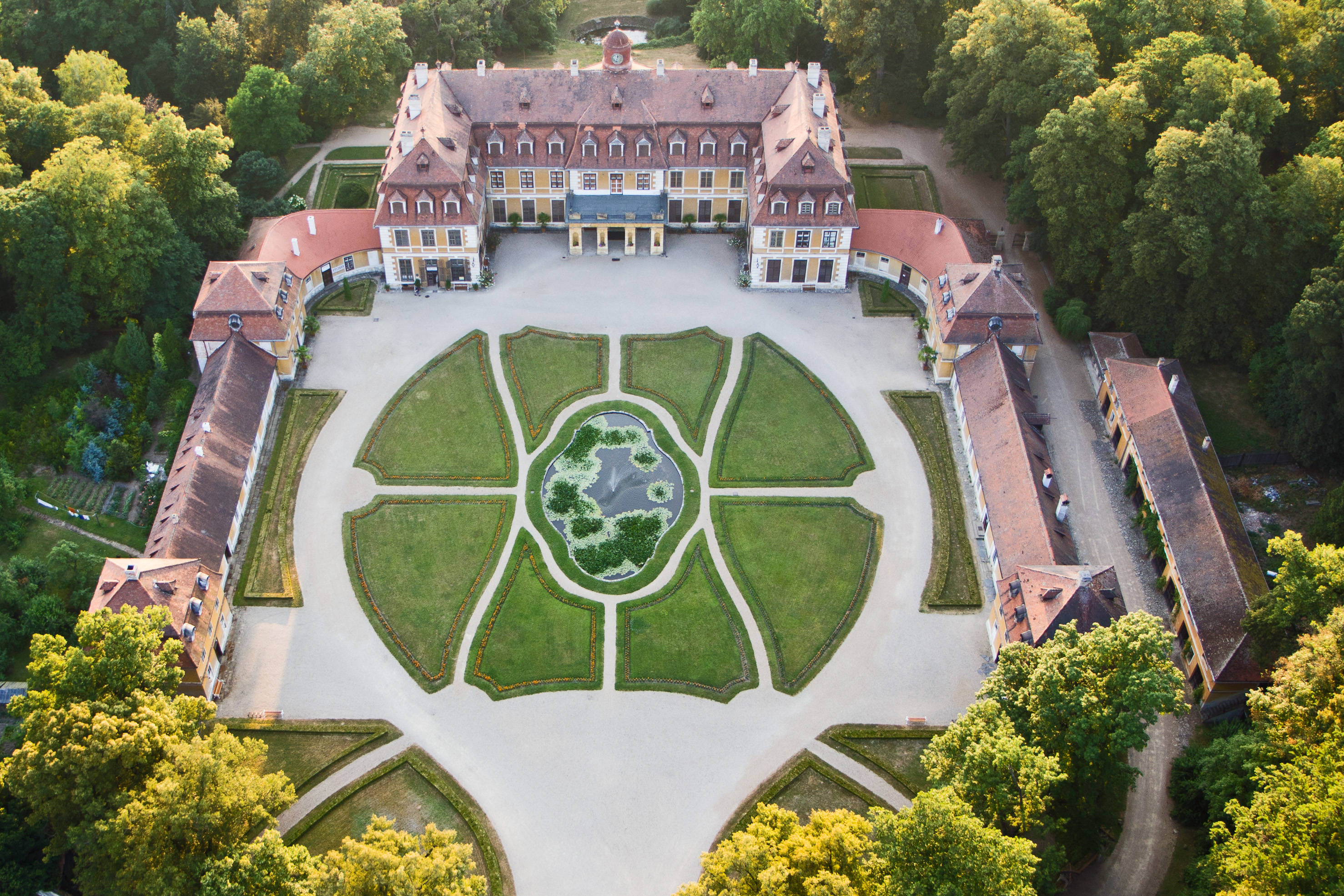
Schloss Rájec (Raitz)

Raitz wurde zum Sitz der Linie Salm-Reifferscheidt-Raitz. Hugo Franz zu Salm-Reifferscheidt-Raitz, der 1811 die Herrschaft übernahm, war ein bedeutender Gelehrter und Unternehmer. Neben der Gründung einer Zuckerfabrik, Dampfsäge, Spinnerei und Kunstgießerei erwarb er sich Verdienste um den Bau der Eisenbahn durch das Zwittetal. Unter seiner Herrschaft gelangten die Herrschaften Rájec und Blansko zu einer wirtschaftlichen Blüte. Raitz wurde zum Sitz der Linie Salm-Reifferscheidt-Raitz.
Nach der Ablösung der Patrimonialherrschaften bildete Raitz / Rájec ab 1850 eine Gemeinde in der Bezirkshauptmannschaft Boskovice. 1854 wurde die Gemeinde dem Gerichtsbezirk Blansko zugeordnet. Am 2. Juli 1913 wurde Raitz zur Marktgemeinde erhoben. 1946 erfolgte die Enteignung und Internierung der Familie Salm-Reifferscheidt-Raitz. Der Familienfriedhof des Hauses befindet sich gegenüber der Kirche in Sloup. Nach der Auflösung des Okres Boskovice kam Rájec nad Svitavou 1948 zum Okres Blansko. Am 12. Juni 1960 wurden Jestřebí und Rájec nad Svitavou zur Stadt Rájec-Jestřebí vereinigt. 1991 hatte der Ort 2302 Einwohner.
Im Jahre 2001 wurden in Rájec 574 Wohnhäuser und 2396 Einwohner gezählt.

## Sehenswürdigkeiten
- Schloss Rájec nad Svitavou, erbaut 1763 für Anton Josef Altgraf Salm-Reifferscheidt anstelle eines 1746 Renaissanceschlosses
- Pfarrkirche Allerheiligen, der seit 1350 nachweisbare, ursprünglich gotische Bau wurde 1574 um dem Turmanbau erweitert. Die Pfarre Rájec erlosch während des Dreißigjährigen Krieges und die Kirche wurde zur Filialkirche der Pfarre Doubravice nad Svitavou. Unter den Grafen von Roggendorf und Mollenburg erhielt die Kirche zu Beginn des 18. Jahrhunderts ihre heutige barocke Gestalt. In dieser Zeit wurde auch die von Jan Drnovský von Drnovice angelegte Familiengrabkapelle zur Grablege der Grafen von Roggendorf und Mollenburg erweitert. 1873 wurde die Pfarre Rájec nad Svitavou neu eingerichtet.
- Kapelle des hl. Johannes, am Teich Klimšák
- Teich Klimšák (Mühlteich) mit Pappelinsel. Auf der Insel befand sich von 1790 bis 1879 die Tumba des Grafen Niklas von Salm. Sie wurde von Anton Josef Altgraf von Salm-Reifferscheidt aus der aufgelösten Wiener Dorotheerkirche erworben und ging 1879 als Leihgabe in die Votivkirche nach Wien zurück.